# Braco alemão de pelo duro
Braco alemão de pelo duro[Nota] (em alemão:  Deutsch Drahthaar), também conhecido apenas por Drahthaar, é um canino de aponte oriundo da Alemanha. Esta raça foi desenvolvida através de cruzamentos entre pointers, poodle-pointers, airedales e griffons, para tornar-se um canino versátil e praticamente inatingível graças a sua dura pelagem, que o tornam resistente às mudanças climáticas e seus rigores. É ainda considerado o mais polivalente entre os cães de aponte, já que se adapta facilmente a qualquer situação de trabalho, em particular na água. Apesar disso, é pouco comum fora de sua terra natal.